# فهرست خوشه‌های کهکشانی
این صفحه فهرست خوشه‌های کهکشانی است.

## نزدیک
- خوشه تلمبه
- گروه سگان شکاری ۲
- خوشه قنطورس
- خوشه ستاره‌ای فورناکس
- IC 342/Maffei Group
- شیر سه‌گانه
- گروه محلی
- گروه‌ام۵۱
- گروه‌ام۸۱
- Centaurus A/M83 Group
- گروه‌ام۹۴
- گروه‌ام۹۶
- گروه‌ام۱۰۱
- گروه ان‌جی‌سی ۱۰۲۳
- گروه ان‌جی‌سی ۲۹۹۷
- گروه ان‌جی‌سی ۵۸۶۶
- خوشه برساووش
- گروه سپر
- گروه دوشیزه

## خوشه‌های دیگر
- 1E 0657-56 - Bullet cluster